# Spilogona ugandensis
Spilogona ugandensis este o specie de muște din genul Spilogona, familia Muscidae, descrisă de Zielke în anul 1971.
Este endemică în Uganda. Conform Catalogue of Life specia Spilogona ugandensis nu are subspecii cunoscute.